# Yalı, Bodrum
Yalı là một thị trấn thuộc huyện Bodrum, tỉnh Muğla, Thổ Nhĩ Kỳ. Dân số thời điểm năm 2011 là 4.092 người.